# Gemüsechips

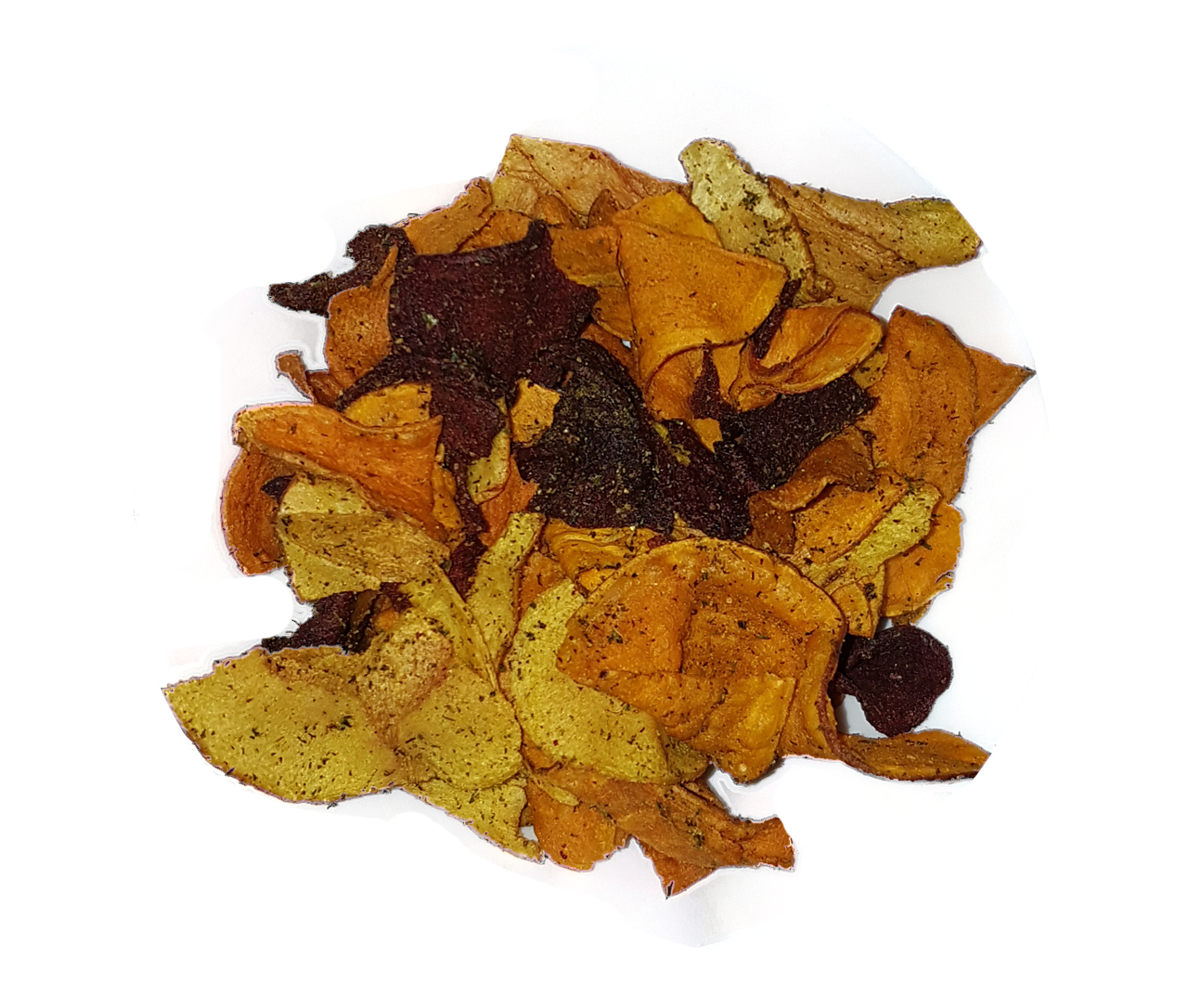
Frittierte Gemüsechips

Gemüsechips, auch Chips genannt, sind ein scheibenförmiges Nahrungsmittel, das aus verschiedenen Gemüsesorten hergestellt werden kann. Meist sind es Pastinaken, Süßkartoffeln und Rote Bete. Sie bestehen aus sehr dünnen und frittierten Gemüsescheiben. Es gibt sie auch in gebackener beziehungsweise gedörrter Variante. Im Allgemeinen werden Kartoffelchips zu den Gemüsechips gezählt, allerdings nicht mit diesen assoziiert.

## Herstellung
Für die Zubereitung kommt rohes Gemüse in eine Schneidemaschine. Die Schneidemaschine funktioniert wie eine Zentrifuge, die an den Seiten scharfe Messer besitzt. Durch die Zentrifugalkraft wird das Gemüse an die scharfen Messer gedrückt und anschließend in circa 2–4 mm dünne Scheiben geschnitten. Diese gelangen dann in eine Edelstahl-Fritteuse und werden dort, meist in Sonnenblumenöl, auf 160 °C circa 6–12 Minuten lang, frittiert.
Rohes Gemüse besteht meist zu 75 % aus Wasser. Dank ihres Gewichts sinken sie zunächst auf den Boden. Durch die Hitze wird ihnen die Feuchtigkeit entzogen, sodass die Gemüsescheiben schrumpfen und leicht werden, bis sie an die Oberfläche steigen. Nach dem Abtropfen werden die Gemüsechips gesalzen und je nach Geschmack noch mit anderen Gewürzmischungen vermischt. Dies geschieht in einer Trommelmaschine, in der die Chips immer noch warm und die Gewürzmischung durch die Wärme auf den Chips haften bleiben.

## Zusammensetzung und Nährwert
Bei der Herstellung von Gemüsechips (dies gilt auch für Kartoffelchips) entstehen durch das Frittieren mit hohen Temperaturen gehärtete Fettsäuren, bekannt auch als Trans-Fettsäuren. Gehärtete Fette werden industriell erzeugt, indem man pflanzliche Fette auf 150–240 °C erhitzt. Da gehärtete Fette lange haltbar sind, kommen sie in Fertigprodukten zum Einsatz. Außerdem entstehen bei der Herstellung in der Maillard-Reaktion relativ hohe Mengen Acrylamid, das in Verdacht steht, krebserregend zu sein. Acrylamid entsteht dann, wenn Kohlenhydrate auf hohen Temperaturen erhitzt werden. Diese Fette werden dann  als pflanzliche Fette auf der Verpackung deklariert.
In einer im August 2017 von der Stiftung Warentest durchgeführten Untersuchung von 15 auf dem Markt befindlichen Gemüsechips-Mischungen erhielten nur drei der getesteten Produkte eine gute Bewertung, während drei von ihnen eine erhöhte Anreicherung mit Acrylamid und eines eine starke Belastung mit Nitrat, das sich zu Nitrit reduzieren und so krebserregende Nitrosaminen bilden kann, aufwiesen. Insgesamt gerügt wurden zudem die in den Produkten enthaltenen großen Mengen an Fett, Salz und Zucker.